# Bruce Kulick
Bruce Kulick (Brooklyn, Nueva York, 12 de diciembre de 1953) es un guitarrista de rock conocido por su trabajo en Kiss. Es hermano menor del fallecido guitarrista Bob Kulick, que participó igualmente en Kiss como músico de sesión.

## Carrera

### Primeros años
Kulick hizo parte de la agrupación de Meat Loaf entre 1977 y 1978, en la gira promocional del disco Bat Out of Hell. También participó en algunos discos del solista Michael Bolton.

### Kiss
Su primera participación con Kiss fue su álbum Animalize de 1984, grabando el solo de guitarra en el tema "Lonely Is The Hunter" y un par de riffs al final del tema "Murder In High Heels". Se unió transitoriamente al grupo en la gira promocional de Animalize, y luego definitivamente, reemplazando a Mark St. John, quien padecía de una enfermedad que le impedía tocar el instrumento. Permaneció en Kiss hasta agosto de 1996, habiendo colaborado no solo como guitarrista sino también como coautor de varios temas, y haciendo los coros en muchas canciones. La canción "I Walk Alone" del disco Carnival of Souls: The Final Sessions, es la única canción de Kiss que presenta a Kulick como vocalista.

### Union
Después de su salida de Kiss, Kulick se reúne con el vocalista John Corabi (exmiembro de Mötley Crüe y Ratt) el baterista Brent Fitz y el bajista James Hunting para formar la banda Union. Con esta agrupación grabaría tres discos: Union, Live in the Galaxy y The Blue Room.

### Otros proyectos

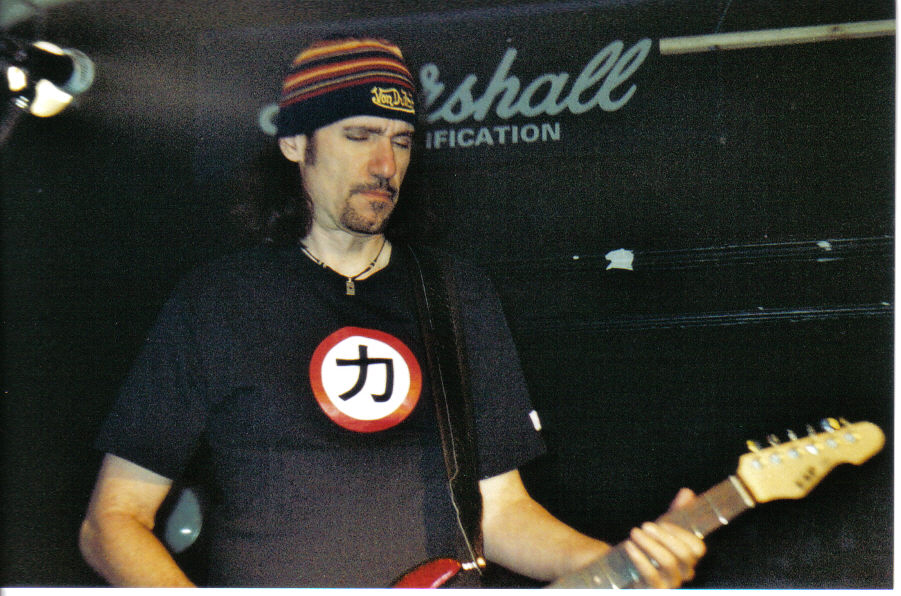
Kulick en 2006.

Bruce aparece en el álbum de Lordi The Arockalypse, en la canción "It Snows in Hell". En la actualidad es el guitarrista de la banda Grand Funk Railroad, desde el año 2000. Adicionalmente, ha grabado tres discos en solitario, Audio Dog en el 2001, Transformer en el 2003 y BK3 en el 2010. 
Kulick aparece en el disco más reciente de Paul Stanley, Live to Win. En 2010 formó parte del colectivo Avantasia, proyecto paralelo del líder de Edguy, Tobias Sammet, en donde también participaron algunos reconocidos músicos como Klaus Meine(Scorpions), Tim Owens (Judas Priest, Yngwie Malmsteen), Eric Singer (Kiss), Jon Oliva (Savatage), Jens Johansson (Stratovarius), Michael Kiske (Helloween), entre otros. En los discos Angel of Babylon y The Wicked Simphony, Bruce participa aportando su talento también en el disco debut solista del músico argentino Sebastián Gava.
En 2015 también participó en el proyecto de hard rock español Paco Ventura Black Moon, en el tema "En tu piel", grabado en Los Ángeles. En septiembre de 2023 colabora junto a Joel Hoekstra en "Ciudad Tóxica", sexta canción del álbum Vox Popurrí, Vol. I del músico argentino Darío Imaz, en donde participan también Marty Friedman, Billy Sheehan, Adrián Barilari, y Derek Sherinian, entre más de 40 artistas.

## Discografía

### Con Mike Katz, Guy Bois
- KKB 1974 (2008)
- Got to Get Back (2015)

### Rosetta
- Where's My Hero (1980)

### Con Billy Squier
- The Tale of the Tape (1980)
- Reach for the Sky (1996)

### Con Blackjack
- Blackjack (1979)
- Worlds Apart (1980)

### Con The Good Rats
- Great American Music (1981)
- Tasty Seconds (1996)
- Blue Collar Rats: The Lost Archives (2012)

### Con Michael Bolton
- Michael Bolton (1983)
- Everybody's Crazy (1985)
- The Hunger (1987)

### Con Kiss
- Animalize (lead guitar on the first two songs "Lonely Is the Hunter" & "Murder in High Heels") (1984)
- Asylum (1985)
- Crazy Nights (1987)
- Smashes, Thrashes & Hits (1988)
- Hot in the Shade (1989)
- Revenge (1992)
- Alive III (1993)
- MTV Unplugged (1996)
- Carnival of Souls: The Final Sessions (1997)
- Psycho Circus Bass on ("Psycho Circus" title track) backwards guitar intro and solo (on "Within"), rhythm and bass guitar (on "Dreamin'") (1998)
- Music From the Motion Picture "Detroit Rock City" (bass on "Nothing Can Keep Me From You") (1999)
- The Box Set (2001)

### Kiss Video álbumes
- Animalize Live Uncensored (1985)
- Exposed (1987)
- Crazy Nights (1988)
- X-treme Close-Up (1992)
- Kiss Konfidential (1993)
- Kiss My Ass: The Video (1994)
- Kiss Unplugged (1996)
- Kiss: Beyond the Makeup (2001)
- Kissology Volume Two: 1978–1991 (2007)
- Kissology Volume Three: 1992–2000 (2007)

### Con Union
- Demo (1997)
- Promo releases (1998)
- Union (1998)
- Live in the Galaxy (1999)
- The Blue Room (2000)

### Union Video álbumes
- Do Your Own Thing Live! (2005) also (executive producer) / (producer) and (concept)

### Con ESP
- Lost & Spaced (1998)
- ESP (1999)
- Live in Japan (2006)
- Live at the Marquee DVD (2006)

### Solo
- Audiodog (2001)
- Transformer (2003)
- BK3 Ltd Australian EP (2009)
- BK3 (2010)

### Other work
- Michael Wendroff – Kiss the World Goodbye (1978)
- Stevie – Gypsy! (1984)
- Maria Vidal - Self titled album (1987)
- Ronnie Spector – Unfinished Business (1987)
- Paul Dean - Hardcore (1988)
- Don Johnson – Let It Roll (1989)
- Silent Rage - Don't Touch Me There (1989)
- Skull – No Bones About It (1991)
- Guitar's Practicing Musicians – Vol. II (1991)
- Blackthorne – Afterlife (1993)
- Murderer's Row - Self-titled álbum (1996)
- Tribute to Queen – Dragon Attack (1997) Lead guitar on "Save Me"
- Mark Mangold – Mystic Healer (1998)
- Graham Bonnet – The Day I Went Mad (1999)
- Shameless – "Backstreet Anthems (1999)
- Boot Camp – As You Were (1999)
- Shameless – Queen 4 a Day (2000)
- Tribute to Van Halen – Little Guitars (2000) Prodcado por Bob Kulick.
- Ozzy Osbourne Tribute – A Tribute to Ozzy: Bat Head Soup (2000)
- Bret Michaels – A Salute to Poison (American band): Show Me Your Hits" (2000)
- Eric Carr – Rockology (2000) Prodcado por Bruce Kulick.
- A Tribute to Metallica – Metallic Assault (2001)
- Meat Loaf – Bat Out of Hell (re-issue; 2001) guitar on bonus live tracks.
- Todd Rundgren - And His Friends (2002)
- Pink Floyd Tribute – An All-Star Lineup Performing the Songs of Pink Floyd (2002)
- Todd Rundgren – Re-Mixes (2003)
- Tim Cashion - Wake On Up (2003)
- Rolando D'Lugo - Pasos (2003)
- Sweet Tribute - According to Sweden (2004)
- Kanye West - College Dropout (2004)
- Kiss Tribute – Spin The Bottle (2004)
- Chris Catena – Freak Out (2004)
- Gene Simmons – Asshole (2004)
- AC/DC Tribute - We Salute You (2004)
- Metallica Tribute - Metallic Attack (2004)
- Birgit - Control (2004)
- Audiovision - The Calling (2005)
- An All-Star Tribute to Shania Twain (2005)
- Gods of Thunder - A Norwegian Tribute (2005)
- Shirleys Temple - Guinea Pigs (2005)
- Bruce and Bob Kulick – KISS Forever (2005) KISS Instructional DVD
- Tribute to Iron Maiden – Numbers from the Beast (2005) Guitar on the song Can I Play With Madness.
- An All-Star Tribute to Cher (2005)
- Radioactive - Taken (2005)
- Lordi – The Arockalypse (2006) - Lead guitar on "It Snows in Hell"
- Jill Jenson - Self-titled album (2006)
- 80s Metal Tribute to Van Halen (2006)
- Paul Stanley – Live to Win (2006)
- Butchering the Beatles - BEATLES Tribute (2006)
- Six Hours - Self-titled album (2006)
- Lion's Share - Emotional Coma (2007)
- Chris Catena - Booze, Brawds and Rockin Hard (2007)
- Frankie Banali & Friends - 24/7/365 A Tribute to Led Zeppelin (2007)
- Waiting 4 Wyatt - Nowhere But Up (2007)
- Thomas Ian Nicholas - Without Warning (2008)
- Michael Schenker – Doctor Doctor: The Kulick Sessions (2008)
- Led Box – The Ultimate Led Zeppelin Tribute: Dazed & Confused (2008)
- We Wish You a Metal Xmas and a Headbanging New Year (2008)
- Don Saint-Thomas - The Human Nation (2009)
- Balance – Equilibrium (2009)
- Thomas Nicholas - Without Warning Acoustic (2009)
- Chris Laney - Pure (2009)
- Chris Catena – Discovery (2009)
- Tim 'Ripper' Owens - Play the Game (2009)
- Guitar Zeus - Conquering Heroes (2009)
- Northern Light Orchestra - The Spirit of Christmas (2009)
- Sebastian Gava - Spanish Version (2009)
- The Dead Elvi - A Taste of Blood ! (2010)
- Marina V. - The Star (2010)
- Avantasia – The Wicked Symphony (2010)
- Avantasia – Angel of Babylon (2010)
- Sapgir - Lapse of Time (2010)
- Sebastian Gava - English Version (2010)
- Chris Laney - Only Come Out at Night (2010)
- Mark Sweeney - All In (2010)
- Rockstar Superstar Project - Serenity (2010)
- Lordi – Babez for Breakfast (2010) - Lead guitar on "Call Off The Wedding"
- Northern Light Orchestra - Celebrate Christmas (2010)
- Eric Carr – Unfinished Business (2011)
- John Corabi - Unplugged (2012)
- Don Saint-Thomas - Never Say Never (2012)
- Avantasia – The Mystery of Time (2013)
- Tomas Bergsten's Fantasy – Caught in the Dark (2013)
- Mocassin Creek - The Big Dawgs EP (2013)
- H. P. Lovecraft Historical Society – Dreams in the Witch House – A Lovecraftian Rock Opera (2013)
- Michael Jackson Tribute – Thriller: A Metal Tribute to Michael Jackson (2013)
- Andrew London – When I Saw Your Ghost (2013)
- Lisa Lane and Himself - I Dreamed of You (2014)
- DJ Peace – Do You Love Me? (Tribute to KISS) (2014)
- Andrew London - Hard Light (2014)
- Captain Black Beard - Before Plastic (2014)
- Randy Rhoads Tribute – Immortal Randy Rhoads: The Ultimate Tribute (2015)
- The Fantastic Four - Vol. 2 (2015)
- Andrew London - American Summer (2015)
- Paco Ventura Black Moon – En tu piel (2015)
- Lita Ford – "Time Capsule"- "Rotten to the Core" (2016)
- Avantasia – Ghostlights (2016)
- Wally Wingert and Bruce Kulick - Ruby (Don't Take Your Love to Town) (2016)
- Sebastian Gava - Uncensored (2016)
- Robert Haglund - I Wanna Be Somebody (2016)
- Blackthorne - Don't Kill the Thrill (2016)
- Sky of Forever - Self-titled album (2016)
- Sisters Doll - All Dolled Up (2017)
- Bobby Kimball - Mysterious Sessions (2017)
- Lisa Lane Kulick - If I Could Show You (2017)
- Cronzell - Rock & Roll Keeps You Young (2017)
- Dreams in the Witch House - Fevered Dreams from the Witch House (2017)
- The Wires - Tonight (2017)
- Bob Kulick (1950-2020) - Skeletons in the Closet (2017)
- Debby Holiday - Free2B (2017)
- Northern Light Orchestra - Star of the East (2017)
- Gene Simmons - The Vault: Bruce Kulick Related (2018)
- ZooParty - Lardass (2018)
- Pan Rocks - Project LA (EP) (2018)
- Robert Haglund - You Matter to Me (2018)
- RebelStar - All Messed Up (single) (2018)
- Darren Phillips Project - My Last Breath (2018)
- ColdTears – "Silence Them All (2018) Lead guitar on "Miracle"
- Skull - II - Now More Than Ever (2018)
- Thomas Zwijsen - Nylon Metal (2018)
- Blue Ruin - Green River Thriller (2018)
- Mike Dalager - Star Spangled Banner (2018)
- Marius Danielsen - Valley Doom Part 2 (2018)
- Douglas Blair - The First Noel (2018)
- Avantasia - The Rock Hard EP (2019)
- Dreams in the Witch House - Sanitarium (2019)
- Jason Mapes - The Devil Plays Guitar (2019)
- Dreams in the Witch House - Penitentiary (2019)
- Blackthorne - Anthology, 3CD Box (2019)
- Velvet Insane - A Brand New Start (2019)
- Wolfpakk - Nature Strikes Back (2020)
- Marty and the Bad Punch - Walk a Straight Line (2020)
- Guitars Against COVID-19 (Coronavirus) - Synchroncity II (2020)
- Kuarantine feat. Chris Jericho (Fozzy) - Heart of Chrome (2020)
- The Connected Isolation Project - Modern World (2020)
- Patrick James Band - Unite Together (2020)
- At the Movies - Movie Hits of the 80's (2020)
- Ace Frehley – Origins Vol. 2 – lead guitar on "Manic Depression" (2020)
- Chris Manning - Destination (2020)
- East Temple Avenue - Both Sides of Midnight (2020)
- Phil Proietti - A Tribute to KISS (2020)
- Reggae Kiss - Tears are Falling (2021)
- Shameless - Live Your Dream (2021)
- Mark Peace Thomas - Rock Star Delusion (2021)
- Bruce Kulick and Eric Singer - Heaven (2021)
- Reggae Kiss - Unmasked (2021)
- Balance - The World I Used to Know (2021)
- Martin Motnik - Dream Chaser (2021)
- Guitar Zeus - 25th Anniversary Box Set (2021)
- Various Artists - Carr Jam 21 (EP) (2022)
- Shameless - So Good, You Should (2022)
- Highway Sentinels - The Waiting Fire (2022)
- Various Artists - The Metal Hall of Fame All-Stars - lead guitar on "Worlds Apart" (2023)
- Supremacy - Influence - lead guitar on "Mr. Big Shot" (2023)
- Chris Manning - Reach the Sky - lead guitar on "Fly Over the Walls" (2023)
- Dario Imaz - Vox Popurrí, Vol.I - lead guitar on "Ciudad Tóxica" (2023)

## Filmographia

### Actor
- Billy Squier: You Should Be High Love (Music Video 1980) - Himself
- Billy Squier: The Big Beat (Music Video 1980) - Himself
- Kiss: Who Wants to Be Lonely (Music Video 1985) - Himself
- Kiss: Uh! All Night (Music Video 1985) - Himself
- Kiss: Thrills in the Night (Music Video 1985) - Himself
- Kiss: Tears are Falling (Music Video 1985) - Himself
- Kiss: Reason to Live (Music Video 1987) - Himself
- Kiss: Rock and Roll All Nite, Version 2 (Music Video 1987) - Himself
- Kiss: Crazy Crazy Nights (Music Video 1987) - Himself
- Kiss: Turn on the Night (Music Video 1988) - Himself (also backing vocals) / (musician: lead guitar)
- Kiss: Let's Put the X in Sex (Music Video 1988) - Himself
- Kiss: (You Make Me) Rock Hard (Music Video 1989) - Himself
- Kiss: Hide Your Heart (Music Video 1989) - Himself
- Kiss: Forever (Music Video 1990) - Himself
- Kiss: Rise to It (Music Video 1990) - Himself
- Kiss: God Gave Rock 'n' Roll to You II (Music Video 1991) - Himself
- Kiss: I Just Wanna (Music Video 1992) - Himself
- Kiss: Domino (Music Video 1992) - Himself
- Kiss: Unholy (Music Video 1992) - Himself
- Kiss: Every Time I Look at You (Music Video 1992) - Himself (uncredited)
- Kiss: I Love It Loud - Live (Music Video 1993) - Himself
- Kiss: Every Time I Look at You: Unplugged (Music Video 1995) - Himself
- Kiss: I Stole You Love (Live in Sao Paulo, Brazil) (Music Video 2008) - Himself (Uncredited)
- Kiss: I Stole You Love (Live in San Antonio, TX) (Music Video 2009) - Himself (Uncredited)

### Composer
- Bonfire: Sword & Stone (Music Video 1989)
- Yami no Bansosha (TV Series 2015) (5 episodes) (Credited as Grand Funk Railroad)

### Music Department
- Northern Light Orchestra (Documentary 2009) (musician)
- My Trip to the Dark Side (Video 2011) (Soundtrack writer/performer "Fate")

### Soundtrack
- Shocker (1989) (writer: "Sword and Stone")
- Scorned (1993) (writer: "We Won't Be Forgotten")
- Goolians: a Docu-Comedy (Video documentary 2006) (performer: "True Blue Goolian")
- Alarm für Cobra 11 - Die Autobahnpolizei (Alerta Cobra) (TV Series 2010) (performer - 1 episode)
- Balls to the Wall (2011) (performer: "Life", "Final Mile")

### Self
- Rockpalast (TV Series 1978) (1 episode, 1978) also (musician - 1 episode)
- The 25th Annual American Music Awards (TV Special 1998) - Himself (as Kiss)
- Tale of the Fox (Video documentary 2000) - Himself (also associate producer)
- Spin the Bottle: an All-Star Tribute to Kiss (Video short 2004) - Himself
- Rock 'n' Roll Fantasy Camp (TV Special 2006) - Himself - Camp Counselor
- Livin' on a Prayer (Short 2007) - Himself
- All Stars of Rock Guitar (2009) - Himself
- Bruce Kulick: Creating BK3 (Video short 2010) - Himself (also written by and producer)
- Red Carpet Report (TV Series short 2010) - Himself (1 episode, 2010)
- That Metal Show (TV Series 2010) - Himself - Guest (1 episode, 2010)
- Great American Rock Anthems: Turn It Up to 11 (TV Movie documentary 2013) Himself - Guitarist, Meat Loaf
- Turn it Up! (Documentary 2014) - Himself
- No More Mr. Nice Guy: The Music of Shocker (Video short 2015) - Himself
- Friend or Foe (TV Series 2015) - Self - Guest (1 episode, 2015)
- The Red Booth (TV Series 2016) - Himself (1 episode, 2016)
- Cut N' Dry Talent TV (TV Series 2017) - Himself - Cameo (1 episode, 2017)
- KISS och gitarristen som försvann (And the Guitarist who Disappeared) (TV Movie documentary 2017) - Himself
- What is Classic Rock? (Documentary 2018) - Himself
- Blood, Frets & Tears (Documentary 2019) - Himself
- Rock is Dead? (Documentary 2019) - Himself
- Concerts 2016-2019 (Documentary 2019) - Himself
- The Grindhouse Radio (TV Series 2020) - Himself (1 episode, 2020)
- The Top Ten Revisited (TV Series 2020) - Himself (2 episodes, 2020)
- Rock Camp (Documentary 2021) - Himself
- Biography: KISStory (TV Special documentary 2021) - Himself
- Randy Rhoads: Reflections of a Guitar Icon (Documentary 2022) - Himself
- Enter The Fox (Documentary) - Himself
- You Wanted the Best... You Got the Best: The Official Kiss Movie (Documentary) - Himself

### Archive footage
- Kiss: Rock and Roll all Nite (Dazed and Confused) (Music Video 1993) - Himself (Archive footage and audio)
- 20th Century Masters: The Best of Kiss - The DVD Collection (Video short 2004) - Himself (Archive footage and audio) (Uncredited)

## Tournographia

### Con Meatloaf
- Bat Out of Hell Tour (1977-1978)

### Con KISS
- Animalize World Tour (1984-1985)
- Asylum Tour (1985-1986)
- Crazy Nights World Tour (1987-1988)
- Hot in the Shade World Tour (1990)
- Revenge Tour (1992)
- Kiss My Ass World Tour (1994-1995)